# SPAMfighter
SPAMfighter är ett danskt mjukvaruföretag, mest känt för sitt skräppostfilter med samma namn. Företaget inriktar sig på säkerhetsprogram och utvecklar även antivirus- och antispionprogram. Grundare och ägare är Henrik Sørensen och Martin Thorborg (grundarna av den danska internetportalen Jubii), samt Daniel Hjortholt och Martin Dyring. Huvudkontoret ligger i Köpenhamn och övriga kontor i USA, Tyskland, Ukraina och Indien.

## Produkter
- SPAMfighter

SPAMfighter är ett verktyg för Microsoft Outlook, Outlook Express, Mozilla Thunderbird och Windows Mail som automatiskt filtrerar bort skräppost (s.k. spam) och skyddar mot försök till phishing och andra e-postbedrägerier. Programmet baseras på ett gemensamt filter där användarna hjälper varandra genom att rapportera in skräppost. När flera användare rapporterar in samma skräppostmeddelande blockeras det för alla som använder filtret. SPAMfighter finns både som gratis- och betalversion och fungerar även till servrar.
- VIRUSfighter

VIRUSfighter är ett antivirusprogram som skyddar mot virus, trojaner, maskar och andra potentiellt skadliga program.
- SPYWAREfighter

SPYWAREfighter är ett antispionprogram som skyddar mot spionprogram och andra potentiellt skadliga program, till exempel keyloggers, backdoors, maskar och trojaner.
- SLOW-PCfighter

SLOW-PCfighter är ett program som optimerar datorns prestanda och gör den snabbare genom att rensa registret på onödiga filer.